# Kirchle (Vorarlberg)

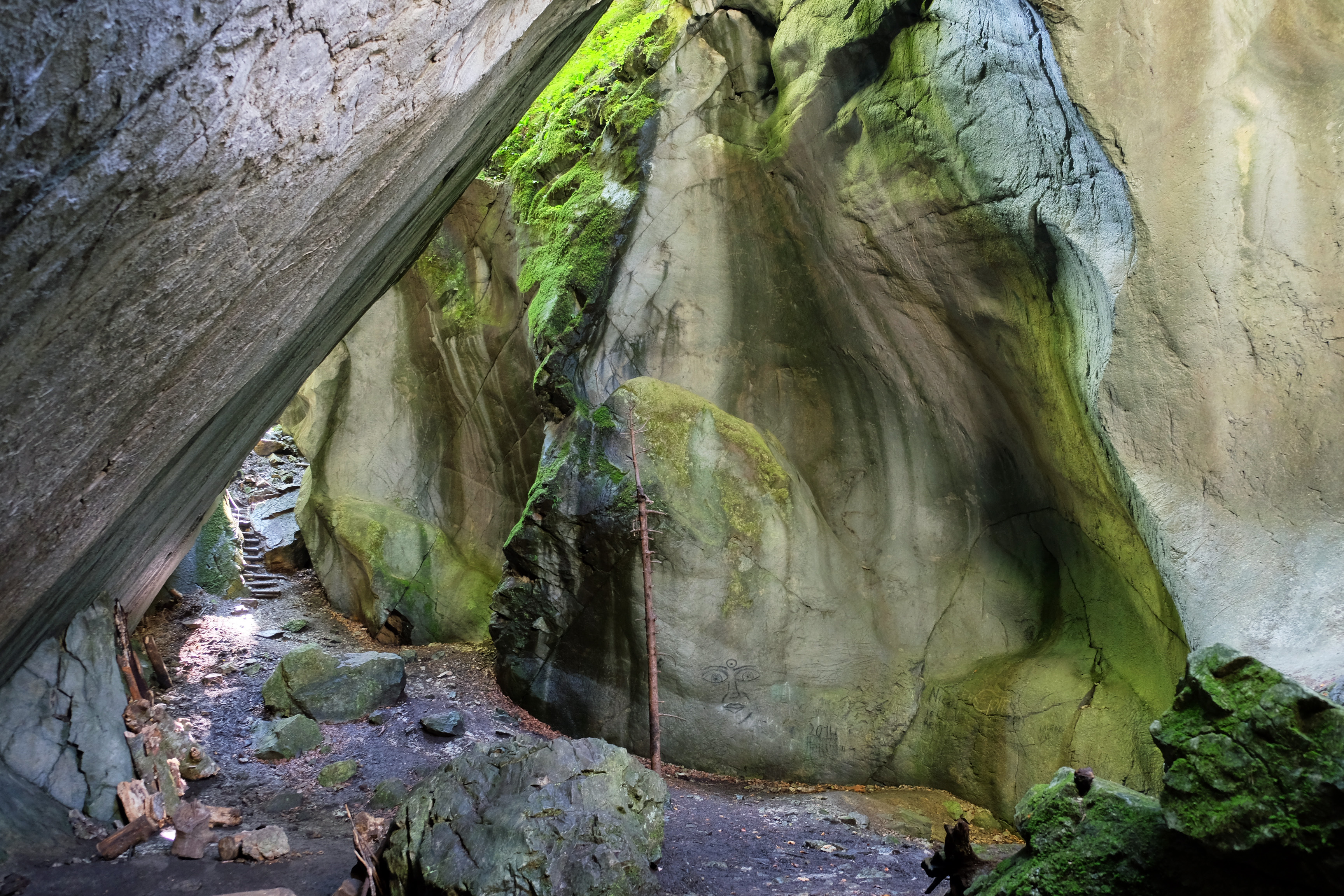
Das Kirchle

Das Kirchle ist ein in der letzten Eiszeit ausgewaschenes steinernes Naturdenkmal. Die Klamm liegt etwa acht Kilometer südöstlich des Dornbirner Stadtzentrums im österreichischen Bundesland Vorarlberg. Das Kirchle ist heute nicht mehr von Wasser durchflossen und liegt auf etwa 820 m ü. A. (etwa 300 m oberhalb der Alplochschlucht). Diese felsüberhängende, trockene Klamm ist etwa 65 m lang und bis zu 13 m breit und etwa 20 m tief. Die Klamm kann entlang des einstmaligen Wasserdurchflusses durchwandert werden.
Das Kirchle entstand durch abfließendes umgeleitetes Schmelzwasser der Gletscher am Ende der letzten Eiszeit und wurde nach Abschmelzen der Talgletscher trocken.
Der Name wird aus der Form der Auswaschungen hergeleitet (vorarlbergerisch/alemannisch: Kirchle = kleine Kirche). Die nach oben sich verengenden Felsen und die ausgewaschenen, ehemaligen Kolke des Kirchle bilden optisch teilweise eine Art Kirchengewölbe. Etwa 70 m über dem Kirchle befindet sich ein steinerner Bogen, der vom Inneren gut erkennbar ist (nicht begehbar).
Im Kirchle finden ab und zu kulturelle Veranstaltungen statt, bei denen das besondere Ambiente der Klamm z. B. für Konzerte genutzt wird.

## Bilder

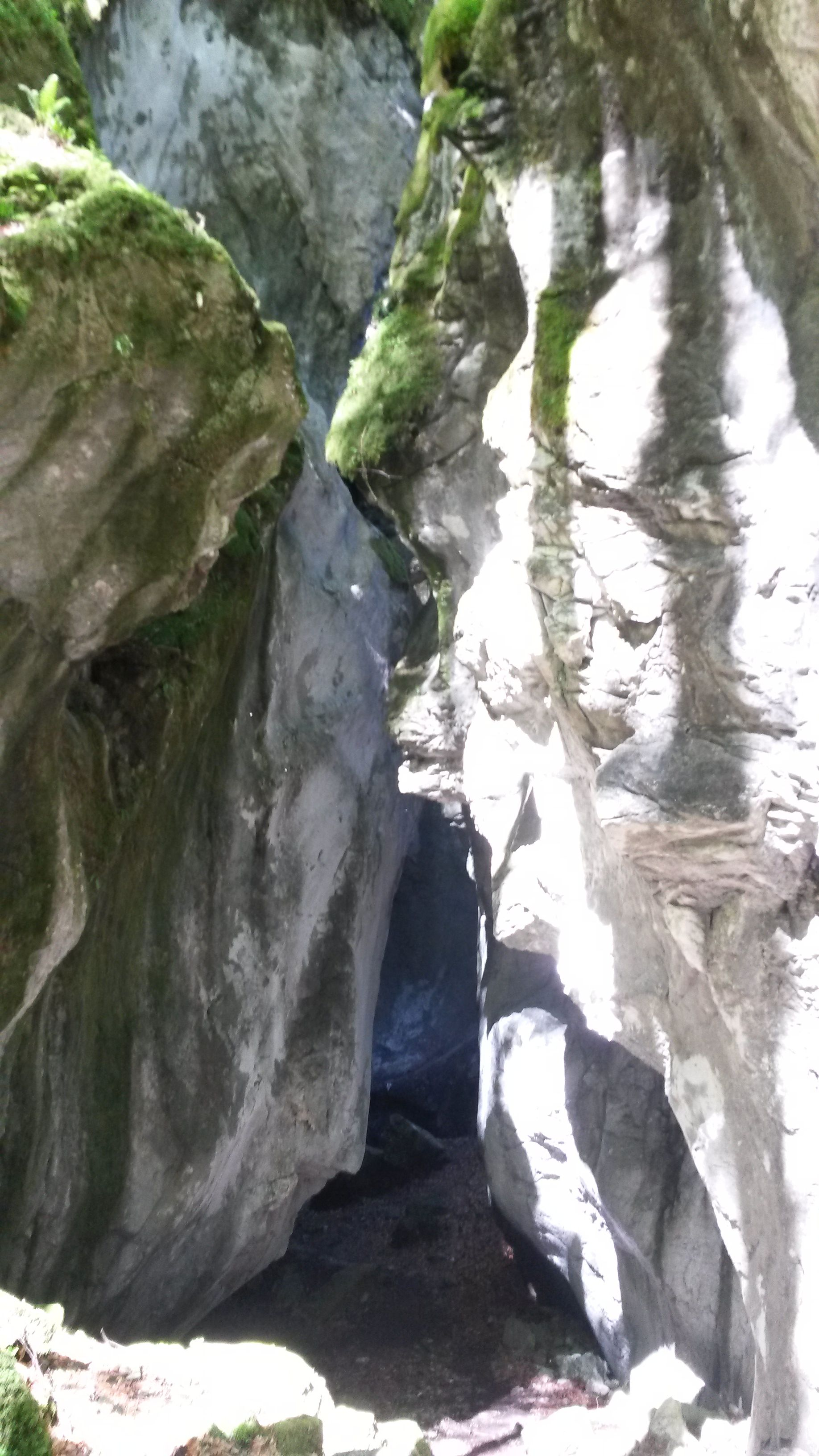
Die Klamm öffnet sich bei der weiteren Begehung
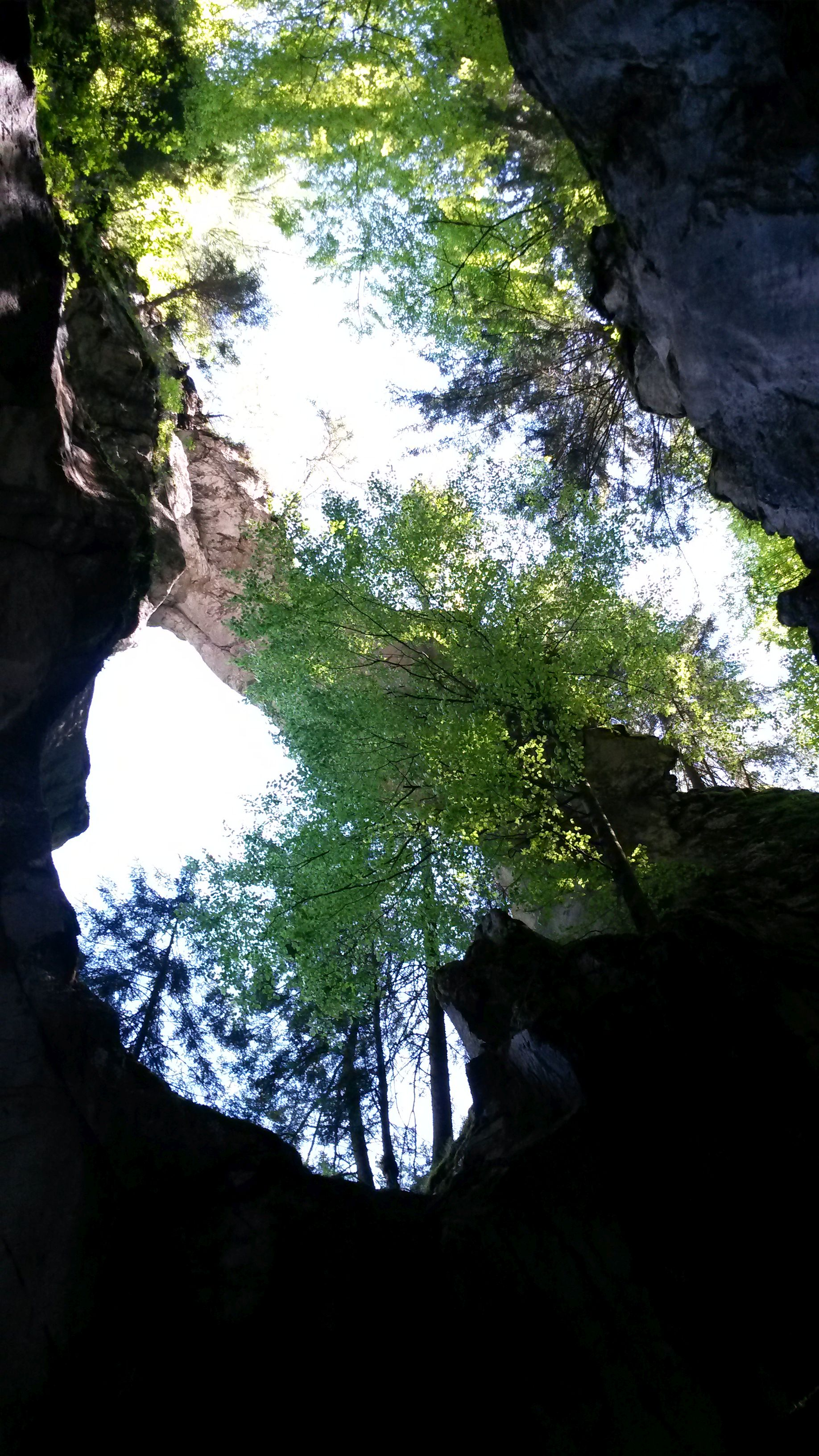
Der Felsbogen über dem Kirchle
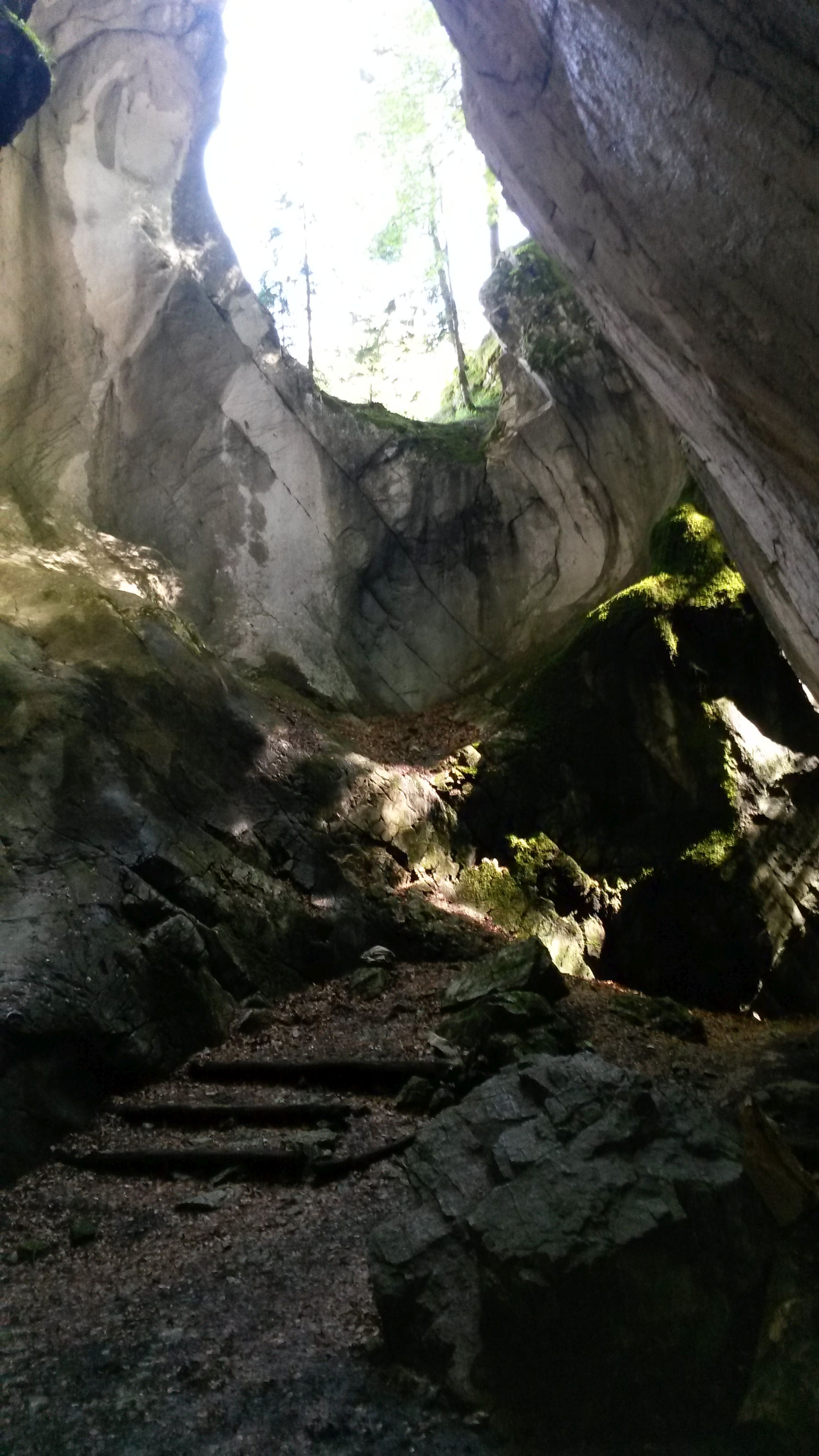
Aufgang zum Hauptraum
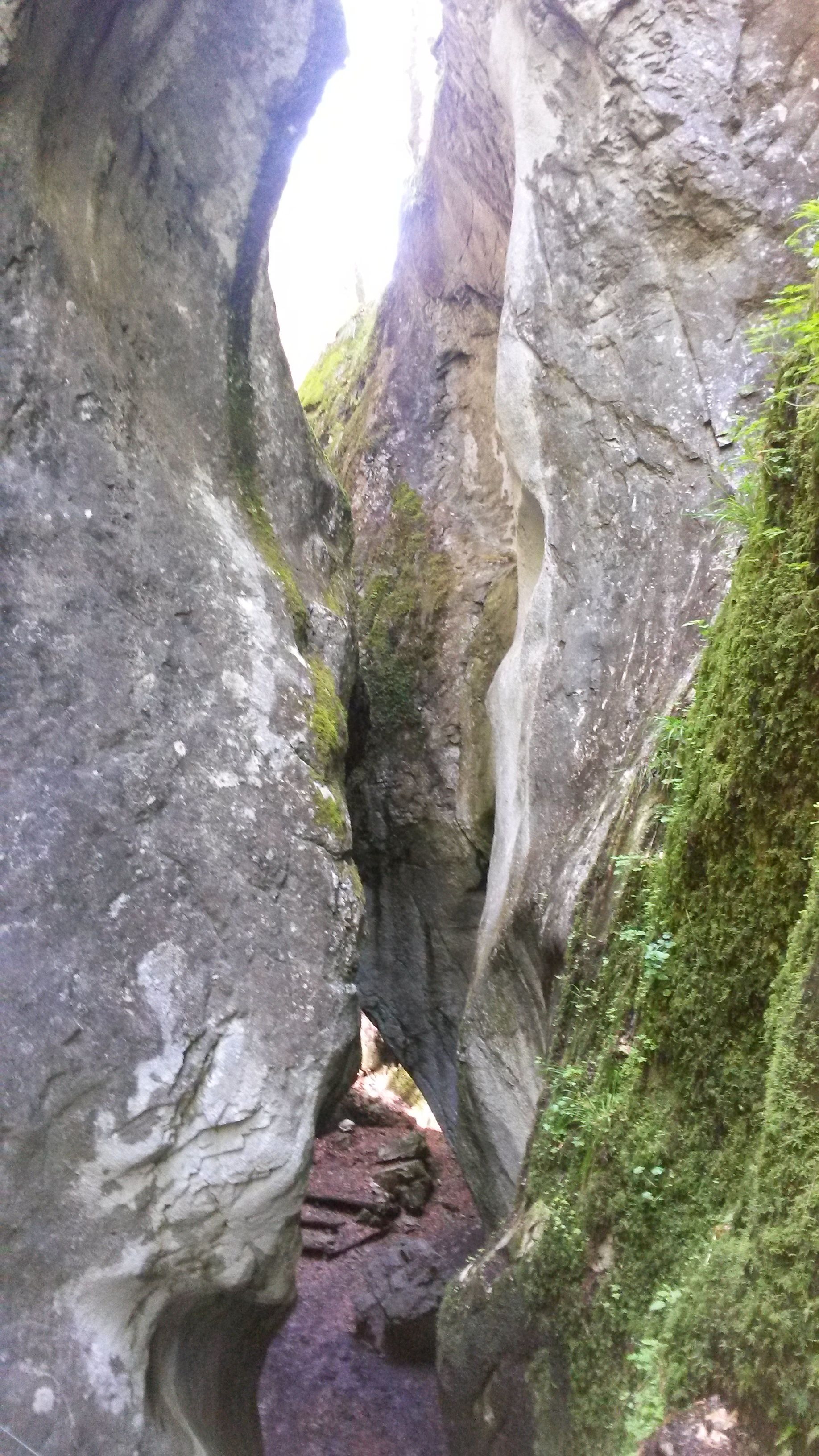
Blick auf dem Weg durch die Klamm